# Peyrière
Peyrière település Franciaországban, Lot-et-Garonne megyében. Lakosainak száma 290 fő (2022. január 1.). Peyrière Miramont-de-Guyenne, Cambes, Lachapelle, Puysserampion és Seyches községekkel határos.

## Népesség
A település népességének változása:
| Lakosok száma | 235  | 246  | 274  | 258  | 288  | 287  | 278  | 283  | 284  | 290  |
|               | 1968 | 1982 | 1990 | 2006 | 2013 | 2015 | 2017 | 2019 | 2020 | 2022 |